# Trans-Afrikaanse weg 2
De Trans-Afrikaanse weg 2 (Engels: Trans-African Highway 2) of Trans-Sahara Highway is volgens het Trans-Afrikaanse wegennetwerk de route tussen Algiers en Lagos. De route heeft een lengte van 4.504 kilometer. Tachtig procent van de weg is geasfalteerd. Vooral in Niger is de route over grote delen onverhard.

## Route
De weg begint in Algiers, de hoofdstad van Algerije. Daarna loopt de weg naar het zuiden, de Sahara in. De weg loopt dan door de steden Ghardaïa en Tamanrasset naar de grens met Niger. In Niger loopt de weg door het midden van het land via de steden Arlit, Agadez en Zinder. In Nigeria kruist de weg de Trans-Afrikaanse weg 5 tussen Dakar en Ndjamena in de stad Kano. De weg loopt hier door de Sahel, een savannegebied. Uiteindelijk eindigt de weg in Lagos, de grootste stad van Nigeria.

## Nationale wegnummers
De Trans-Afrikaanse weg 2 loopt over de volgende nationale wegnummers, van noord naar zuid:
| Nummer   | Tracé              |
| Algerije | Algerije           |
| -------- | ------------------ |
| N1       | Algiers - Niger    |
| Niger    |                    |
| N25      | Algerije - Agadez  |
| N11      | Agadez - Nigeria   |
| Nigeria  |                    |
| ?        | Niger - Kano       |
| A2       | Kano - Kaduna      |
| A125     | Kaduna - Kontagora |
| A1       | Kontagora - Lagos  |

1 · 
2 · 
3 · 
4 · 
5 · 
6 · 
7 · 
8 · 
9